# GE ET44AC
ET44AC ist die Herstellerbezeichnung für eine Reihe dieselelektrischer Güterzuglokomotiven, die seit 2015 als Teil der Evolution-Serie von GE Transportation Systems (GETS) und seit der Übernahme des Unternehmens im Februar 2019 von Wabtec gebaut wird. Die speziell für die Einhaltung der Abgasnorm Tier IV entwickelte Reihe ET44AC ist das Nachfolgemodell der seit 2005 in Serie produzierten Reihe ES44AC und eine der letzten von GETS entworfenen Lokomotivreihen.

## Geschichte
Um die Lokomotivproduktion nach dem durch die Environmental Protection Agency (EPA) für den 1. Januar 2015 festgelegten Inkrafttreten der Abgasnorm Tier IV unterbrechungsfrei weiterführen zu können, begann GE Transportation Systems (GETS) bereits einige Jahre zuvor, aus der erfolgreichen Reihe ES44AC ein neues Modell zu entwickeln. Obwohl die für die Evolution-Serie konzipierten GEVO-Dieselmotoren zunächst nur die 2005 eingeführte Tier-II-Norm erfüllen mussten, hatte der Hersteller bei der hunderte Millionen US-Dollar teuren Entwicklung dieser Motoren Spielraum für eine spätere Verbesserung der Abgaswerte gelassen, was ihm nun im Vergleich zu Electro-Motive Diesel (EMD) einen beachtlichen Vorteil verschaffte. Die dennoch nötige Anpassung an die Tier-IV-Norm wurde durch Modifikationen am Dieselmotor selbst, aber auch eine verbesserte, größere Kühlanlage realisiert.
Auf die im August 2012 fertiggestellten, als 2014 und 2015 nummerierten Prototypen des späteren Modells ET44AC folgten im selben Jahr die Vorserienfahrzeuge 2020 bis 2024 sowie im Jahr 2014 die Maschinen 2025 bis 2044. Nach zufriedenstellenden Testergebnissen und geringfügigen technischen Änderungen begann im Juli 2015 die Serienfertigung. Seitdem wurden zahlreiche Lokomotiven an die Canadian National Railway (CN), CSX Transportation (CSXT), die Norfolk Southern Railway (NS) und die Union Pacific Railroad (UP) verkauft. Die Vorserienfahrzeuge 2029 und 2033 bis 2043 gelangten mit den Nummern 3121 bis 3132 in den Bestand der CN. Nach der Übernahme des Herstellers GE Transportation Systems im Februar 2019 führt Wabtec die Produktion des Modells ET44AC fort.
Als Nachfolgemodell der Reihe ES44C4 baute GETS das Modell ET44C4 der Achsfolge (A1A)(A1A) mit nur vier Fahrmotoren, welches ansonsten weitgehend der Reihe ET44AC entspricht.

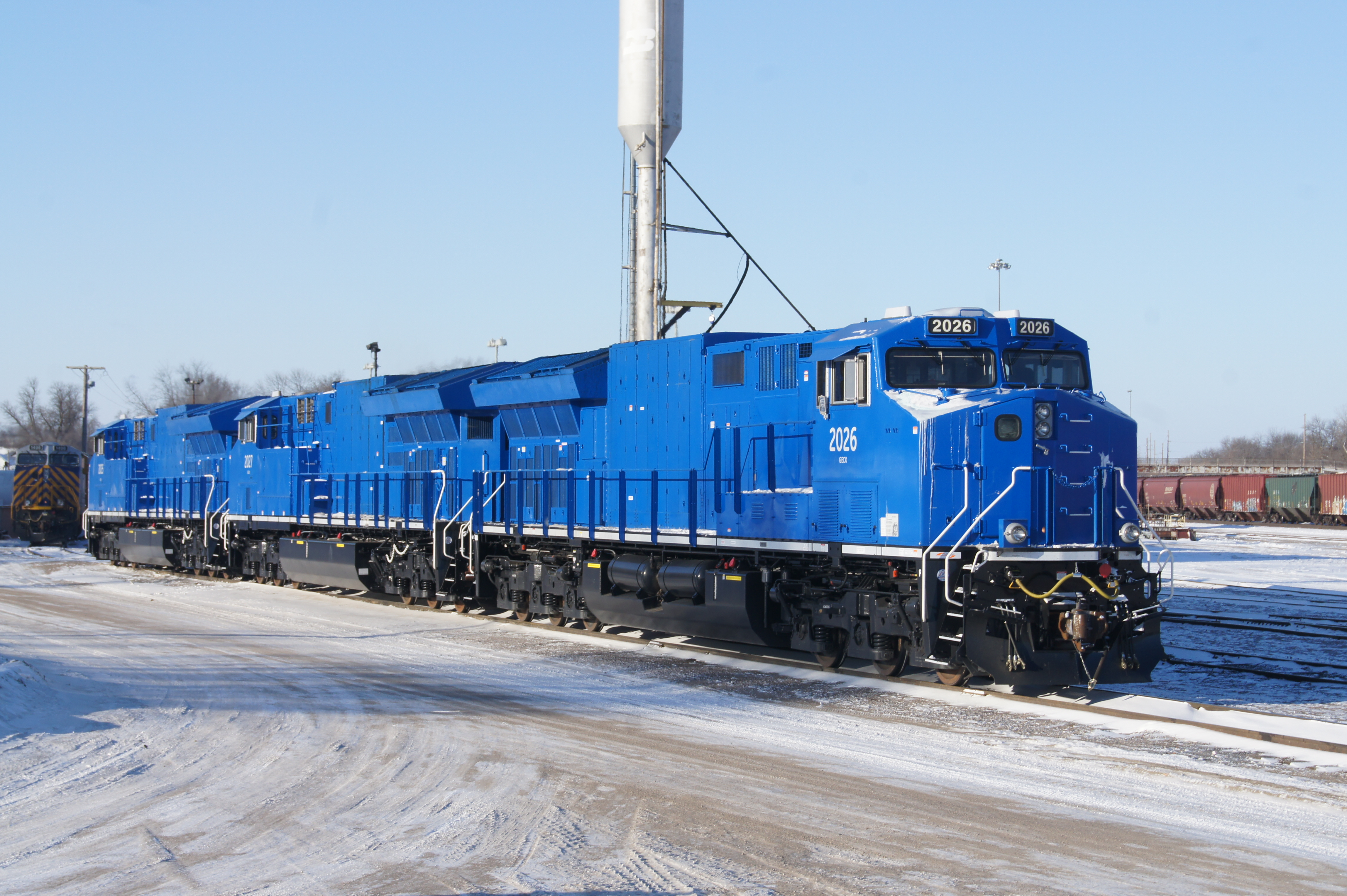
GETS 2026 (Januar 2015)
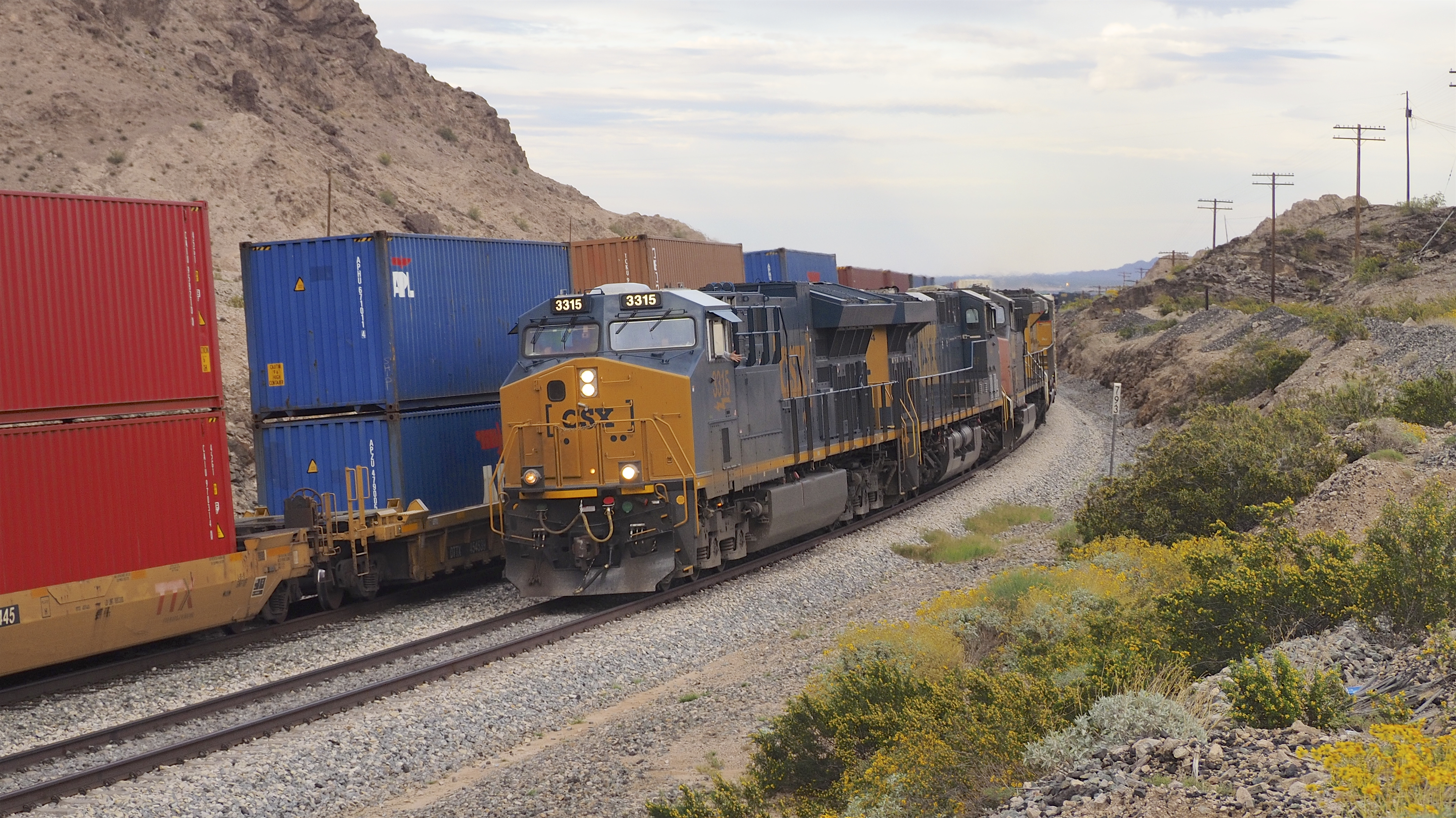
CSXT 3315 in Mohawk (März 2016)
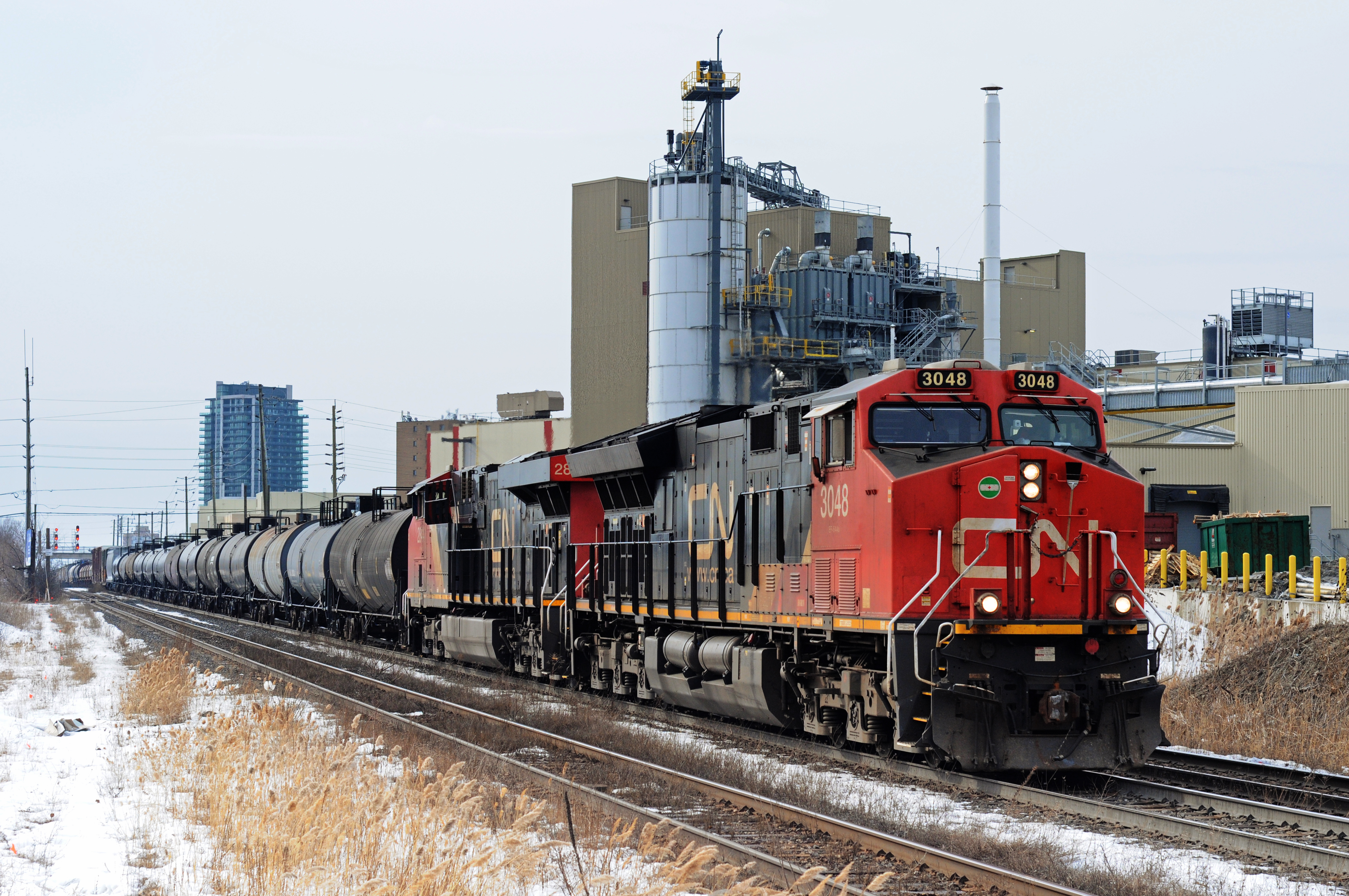
CN 3048 in Brampton (Februar 2022)
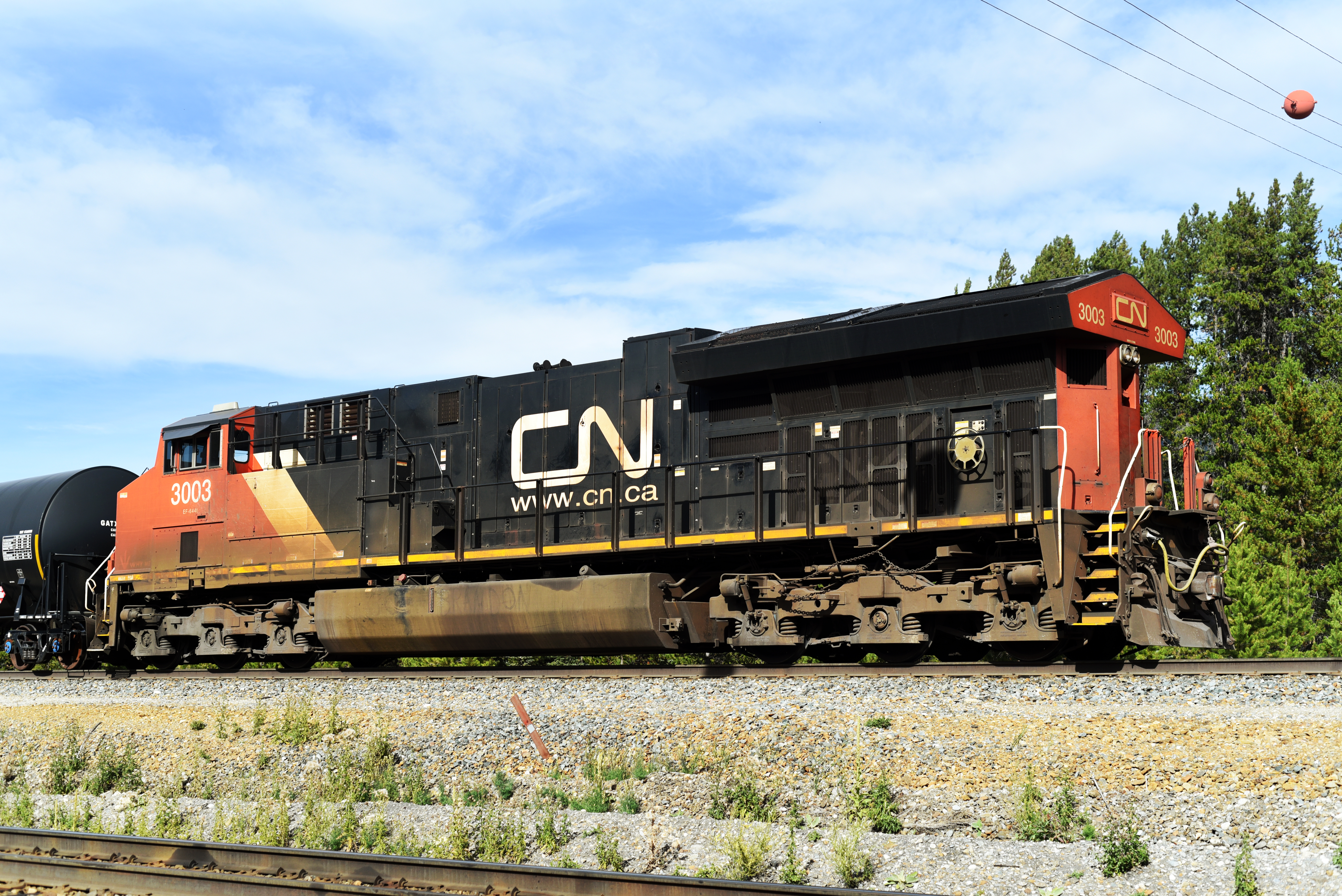
CN 3003 in Lake Louise (September 2022)
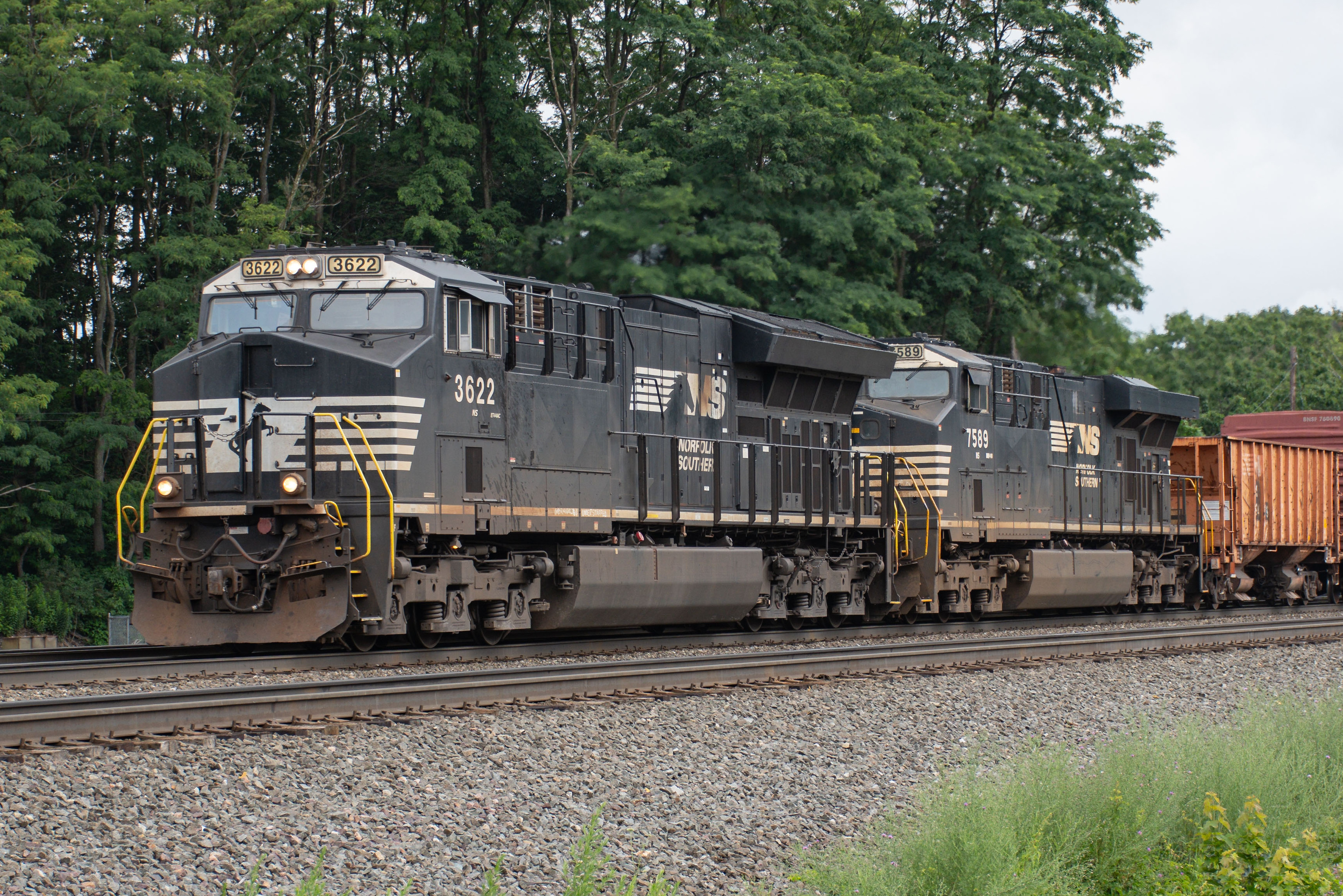
NS 3622 (Juli 2023)

## Technische Beschreibung
Der Hauptrahmen, welcher den Vorbau, den Führerstand und die Aufbauten des Maschinenraums trägt, stützt sich auf zwei dreiachsige HiAd-Drehgestelle mit Schraubenfedern als Primär- und Gummifedern als Sekundärfederung. Drehzapfen dienen zur Übertragung der horizontalen Kräfte auf den Hauptrahmen. Die Dienstmasse der Lokomotive liegt je nach Ausführung zwischen 193 t und 196 t, woraus sich mittlere Achslasten von 32,2 t und 32,7 t ergeben.
Der Vorbau beinhaltet neben einer Personaltoilette und elektrischer Hilfsausrüstung zwei von außen befüllbare Sandkästen für die pneumatisch betriebene Sandstreueinrichtung. An beiden Enden des Fahrzeugs ist eine durch Geländer geschützte Plattform vorhanden. Hinter dem Führerstand sind der größte Teil der elektrischen Ausrüstung und darüber die von seitlichen Lüftern gekühlten Bremswiderstände angeordnet. Die Batteriekästen befinden sich auf der rechten Seite außerhalb des Maschinenraums. In der Mitte des Fahrzeugs ist die aus Dieselmotor und Hauptgenerator bestehende Antriebsanlage angeordnet. Der Dieselmotor des Typs GE GEVO-12 mit 188,5 l Hubraum ist ein wassergekühlter Zwölfzylinder-V-Motor mit Abgasturbolader, arbeitet nach dem Viertaktprinzip und liefert bei einer Drehzahl von 1050 min−1 eine Leistung von 3250 kW. Der vom Dieselmotor angetriebene Wechselstrom-Hauptgenerator GE GMG205 versorgt die sechs Tatzlager-Wechselstromfahrmotoren des Typs GE GEB13. Das Übersetzungsverhältnis zwischen Fahrmotor und Radsatz beträgt 1 : 4,15, die resultierende Höchstgeschwindigkeit 121 km/h und die Anfahrzugkraft 800 kN. Ein kleinerer Wechselstromgenerator des Modells GE GYA30A dient als Erregermaschine des Hauptgenerators und als Hilfsgenerator zur Versorgung des Bordnetzes. Den hinteren Abschluss des Maschinenraums bildet die reichlich dimensionierte Kühlanlage, unterhalb derer ein Fahrmotorlüfter und der Luftpresser angeordnet sind. Zwischen den Drehgestellen befindet sich der Kraftstofftank mit einem nutzbaren Dieselvorrat von 18 200 l, der auf der rechten Seite in einer Aussparung die beiden Hauptluftbehälter aufnimmt.
Eine indirekt wirkende Druckluftbremse dient als Zugbremse, eine direkt wirkende Druckluft-Zusatzbremse als Lokomotivbremse und eine Handbremse zur Sicherung im Stand. Die pneumatische Bremsausrüstung stammt von Westinghouse. Die Fahrzeuge verfügen zudem über eine Widerstandsbremse sowie eine Mehrfachtraktionssteuerung und eine Funkfernsteuerung.

## Lieferliste
| Eigentümer                | Nummerierung         | Anzahl |
| ------------------------- | -------------------- | ------ |
| Canadian National Railway | 3000–3120, 3133–3285 | 274    |
| CSX Transportation        | 3250–3474            | 225    |
| GE Transportation Systems | 2014–2015, 2020–2044 | 027    |
| Norfolk Southern Railway  | 3600–3680            | 081    |
| Union Pacific Railroad    | 2570–2739            | 170    |
| gesamt:                   | gesamt:              | 777    |
| Quellen: (Stand: 2020)    |                      |        |